# Estado do Istmo
Estado do Istmo (em castelhano:  Estado del Istmo) foi uma antiga república independente que abrangia o istmo do Panamá; foi constituída em 18 de novembro de 1840, separando-se da República de Nova Granada.
Com exceção da separação definitiva em 1903, seria a mais bem sucedida das tentativas de separação que o Panamá teria com a Colômbia. Seu único chefe de Estado foi o general Tomás Herrera. A independência não foi reconhecida por Nova Granada, embora tenha sido reconhecida internacionalmente pela Costa Rica.